# Якименко, Леонид Маркович
Леонид Маркович Якиме́нко (1907—2003) — доктор технических наук, профессор, лауреат Ленинской и двух Сталинских премий, заслуженный деятель науки и техники РСФСР, почётный химик СССР.

## Биография
Родился 9 (22 февраля) 1907 года в городе Ромны Полтавской губернии.
После окончания 7-летней школы и профессиональной технической школы (1925) работал в Ромнах на городской электростанции, подручным токаря на чугунолитейном заводе, на руднике в Горловке Донецкой области.
В 1928—1932 годах учился в Киевском химико-технологическом институте по специальности «Технологические производства».
В Москве: инженер Гипрохима (1932—1936), старший инженер завода № 93 (1936—1938), старший инженер ГСПИ-3 Наркомхимпрома (1940). В 1940─1941 годах разработал для научных целей установку для получения тяжелой воды методом электролиза водных растворов.
В 1941—1949 годах в Чирчике Узбекской ССР: начальник объекта, главный инженер Управления капитального строительства, с 1944 заместитель главного инженера Чирчикского электрохимического комбината.
В 1949 вернулся в Москву: начальник лаборатории ГосНИИ азотной промышленности и продуктов органического синтеза и научный руководительт Экспериментального завода (МЭЗ) Минхимпрома СССР (1949—1955); заместитель директора по научной части (1955—1973), начальник лаборатории
(1955—1981), ведущий научный сотрудник (1981—1991), консультант (1992—1997) Государственного союзного НИИ хлорной промышленности (ФГУП НИИ «Синтез»).
С 1958 году профессор НИИТЭХИМ.
Кандидат (1948), доктор (1954) технических наук, профессор (1961). В 1949—1959 годах читал курс лекций в МХТИ имени Д. И. Менделеева на кафедре разделения и применения изотопов.

## Награды
- Сталинская премия второй степени (1946) — за разработку и внедрение в промышленность конструкции электролизеров большой мощности для производства водорода и кислорода (в 1940─1941 годах «инженер Леонид Маркович Якименко разработал для научных целей установку для получения тяжелой воды методом электролиза водных растворов. Установка была изготовлена и смонтирована на опытном производстве ЧЭХК и могла давать 8 кг тяжелой воды в год».[1]
- Сталинская премия первой степени (1953) — за разработку и промышленное освоение электролитического метода разделения изотопов лития.
- Ленинская премия (1958)
- заслуженный деятель науки и техники РСФСР
- почётный химик СССР.
- орден Ленина
- два ордена Трудового Красного Знамени
- два ордена «Знак Почёта»
- медали

## Публикации
- Электрохимический синтез неорганических соединений [Текст] / Л. М. Якименко, Г. А. Серышев; под ред. Л. М. Якименко. — Москва : Химия, 1984. — 157, [3] с. : ил. — (Электрохимические процессы в химической промышленности). — Библиография: с. 147—158.
- Якименко, Леонид Маркович. Справочник по производству хлора, каустической соды и основных хлоропродуктов/ Пасманик, Мария Ивановна.- М.: Химия,1976.- 436, [1] с
- Якименко, Леонид Маркович. Электродные материалы в прикладной электрохимии [Текст] / Л. М. Якименко. — М. : Химия, 1977. — 264 с. : ил.
- Производство водорода, кислорода, хлора и щелочей [Текст] / Л. М. Якименко. — Москва : Химия, 1981. — 278, [1] с. : рис., табл. ; 22 см. — (Электрохимические процессы в химической промышленности). — Загл. обл. : Получение водорода, кислорода, хлора и щелочей. — 3700 экз.. — 3.30 р
- Получение водорода кислорода хлора и щелочей / Л. М. Якименко. — M. : Химия, 1981. — 279 с. : ил., табл. ; 22 см. — Библиогр.: с. 263—273 (345 назв.). — Предм. указ.: с. 274—279. — 3.30 р.
- Производство хлора и каустической соды [Текст] / М. И. Пасманик, Б. А. Сасс-Тисовский, Л. М. Якименко; под ред. Л. М. Якименко. — М. : Изд-во «Химия», 1966. — 308 с. : черт. ; 22 см. — 1.25 р.
- Справочник по производству хлора, каустической соды и основных хлорпродуктов [Текст] / Л. М. Якименко, М. И. Пасманик. — 2-е изд., перераб. и доп. — M. : Изд-во «Химия», 1976. — 437 с. : ил. ; 22 см. — Библиогр.: с. 421—422 (28 назв.). — 1.78 р.
- Электролиз воды [Текст] : монография / Л. М. Якименко, И. Д. Модылевская, З. А. Ткачек; под ред. Л. М. Якименко. — M. : Изд-во «Химия», 1970. — 263 с. : ил. ; 22 см. — Библиогр. в конце глав. — 1.05 р